# Pour un parti de l'intelligence

Pour un parti de l'intelligence est le titre d'un manifeste rédigé par Henri Massis et publié dans Le Figaro (Supplément littéraire du Dimanche) du 19 juillet 1919. Fortement imprégné par le maurrassisme de l'Action française, il constitue la réponse des intellectuels de droite à la Déclaration de l'indépendance de l'Esprit rédigée par Romain Rolland et publiée le 26 juin de la même année dans le quotidien L'Humanité. Selon le spécialiste de l'Action française Eugen Weber, le manifeste eut beaucoup de succès et obtint la signature d'une part considérable de l'intelligentsia conservatrice française de l'époque.

## Le contexte
La « Déclaration de l'Indépendance de l'esprit » de Romain Rolland exhortait les intellectuels à abandonner l'attitude qui avait été la leur durant la Première Guerre mondiale, au cours de laquelle ils avaient, chacun dans son camp, rejoint l'union patriotique, et défendu l'effort de guerre. Ce faisant ils avaient, selon Rolland, « avili » la pensée, en la faisant servir les « intérêts égoïstes d'un clan politique ou social, d'un État, d'une patrie ou d'une classe. » Invitant donc les intellectuels à tirer les leçons du passé, Rolland les exhortait à œuvrer pour réaliser l'union fraternelle du « Peuple de tous les hommes. »
Trois semaines plus tard, dans le supplément littéraire du Figaro, est publié un texte, présenté comme la réponse à la déclaration faite précédemment par « certains intellectuels », dont les signataires du texte du Figaro estiment qu'elle est de nature à troubler l'opinion publique, qu'ils se donnent pour objectif de « guider » et de « protéger » contre ce qu'ils qualifient de « bolchévisme de la pensée. »

## Le manifeste

### Restaurer la Nation pour fédérer l'Europe
Contre l'internationalisme revendiqué par Romain Rolland, Henri Massis et les cosignataires du manifeste entendent défendre « l'esprit français », qui seul doit permettre la régénération spirituelle, morale et sociale de l'Occident, la défaite allemande devant replacer la France comme centre du rayonnement intellectuel de l'Europe :
« Nous croyons - et le monde croit avec nous - qu'il est dans la destinée de notre race de défendre les intérêts spirituels de l'humanité. La France victorieuse veut reprendre sa place souveraine dans l'ordre de l'esprit, qui est le seul ordre dans lequel s'exerce une domination légitime. »
Ce rôle historique d'avant-garde de la défense de la civilisation assigné à la France oblige les intellectuels français, s'ils veulent prendre part à ce combat civilisateur, à « s'appuyer sur une patrie bien assise », et donc à se « rallier de toute leur raison et de tout leur cœur aux doctrines qui protègent et maintiennent l'existence de la France, aux idées conservatrices de sa substance immortelle. » L'internationalisme de la pensée doit s'appuyer sur une base nationale, car « n'est-ce pas en se nationalisant qu'une littérature prend une signification plus universelle, un intérêt plus humainement général ? » En travaillant à la restauration nationale « c'est à l'Europe et à tout ce qui subsiste d'humanité dans le monde que va [la] sollicitude » des signataires du manifeste.

### La restauration spirituelle
Massis voit comme un obstacle à la sauvegarde de « l'esprit français » le primat accordé au développement industriel et commercial du pays, et l'idéologie matérialiste qui le sous-tend : bien qu'ils appellent également de leurs vœux « cette réforme économique et matérielle », les signataires du manifeste ne le veulent pas qu'elle se fasse « au détriment de l'esprit » : « ici comme ailleurs, c'est l'intelligence qui prime tout », car c'est elle la garante de la sauvegarde de la culture et de la morale, que les « gens pratiques », tenants du « modernisme industriel », tiennent pour quantité négligeable.
Cette réforme morale indispensable au bonheur de l'homme et qui doit accompagner la réforme sociale, doit nécessairement être d'inspiration catholique :
« Croyants, nous jugeons que l'Église est la seule puissance morale légitime et qu'il n'appartient qu'à elle de former les mœurs ; incroyants, mais préoccupés du sort de la civilisation, l'alliance catholique nous apparaît indispensable. »

### Contre la «ploutocratie» et le «Bolchévisme»
Inspirée par les « principes d'organisation incomparable » que « la nation française a dans son passé », et par l'Église catholique, dont une des missions les plus évidentes « au cours des siècles, a été de protéger l'intelligence contre ses propres errements, d'empêcher l'esprit humain de se détruire lui-même, le doute de s'attaquer à la raison », « l'élite intellectuelle » devient apte à accomplir la mission dont elle est chargée, qui consiste à éclairer et à défendre le peuple contre « la ruée furieuse d'une ploutocratie qui se pose comme le parti de l'ignorance organisée » ainsi que contre « ce bolchévisme qui, dès l'abord, s'attaque à l'esprit et à la culture afin de mieux détruire la société, nation, famille, individu. »

## Signataires et réactions
Le manifeste « Pour un parti de l'intelligence », qui marque le point d'aboutissement de la conversion au maurassisme de Henri Massis (antérieurement plus proche de Maurice Barrès), est signé par 54 personnalités, notamment, outre Maurras lui-même, Jacques Bainville, Eugène Marsan ou encore Georges Valois, tous membres ou proches de L'Action française. Mais sont également signataires d'anciens dreyfusards comme Daniel Halévy et Jacques Maritain (également sensible aux idées de Maurras). Ce sont en réalité des représentants de toutes les tendances de la droite et de l'extrême droite qui se retrouvent dans le soutien au « parti de l'intelligence. » Par un trait caractéristique de l'époque, et à la différence de ce qui se passera après la Seconde Guerre mondiale, ce sont alors les intellectuels d'extrême droite qui dictent les thèmes qui deviendront « le fond commun » des diverses droites intellectuelles. 
Des débats houleux ont lieu à la rédaction de la NRF afin de savoir si la revue de Jacques Rivière doit soutenir le manifeste de Henri Massis. Ces tensions s'expliquent notamment par le fait que Massis avait déjà critiqué sévèrement certains auteurs de la NRF dont André Gide, Romain Rolland et Jacques Rivière.
Finalement Henri Ghéon (qui, engagé comme médecin sur le front de Belgique, avait retrouvé la foi catholique) le signe à titre individuel, tandis que Jean Schlumberger, après avoir hésité, lui refuse son soutien en raison de sa référence constante au catholicisme, Schlumberger étant d'origine protestante. Il se prononce néanmoins en faveur du manifeste et précise : «  si j'étais catholique, j'aurais signé le manifeste du parti de l'intelligence. » Jacques Rivière, quant à lui, consacre un compte-rendu, défavorable mais courtois, au texte de Henri Massis dans le numéro du 1er septembre 1919 de la NRF. Rivière ne s'y était pas trompé lorsqu'il écrivait dans ce même article que « le parti de l'intelligence c'est, camouflée pour la circonstance, l'éternelle Action française »
Maurice Barrès décide de ne pas joindre son nom à celui des signataires du manifeste, tout en indiquant qu'il « applaudit » l'initiative.
Le 30 juillet 1919, un critique du journal le Pays « objecta au Manifeste qu'aucun pays ne jouissait du monopole intellectuel supposé par Massis » . L'Action française comprit de cette critique qu'elle faisait clairement apparaître la ligne de démarcation entre patriotes et intellectuels de gauche, c'est-à-dire « ceux qui n'avaient pas confiance en leur patrie ». 
Le programme esquissé dans le manifeste trouve son prolongement l'année suivante dans la création de la Revue universelle (paraît à partir du 1er avril 1920) fondée par Bainville et Massis, et à laquelle collabore Jacques Maritain (il s'en retire en 1926, à la suite de la condamnation de l'Action française par le pape Pie XI). Les fonds nécessaires à création de ce périodique venaient d'une partie du million laissé à Maurras et Maritain par le riche royaliste Pierre Vilard. Des cotisations furent également demandées aux signataires du manifeste. 
Sur le thème de la « défense de l'Occident », Henri Massis publiera un essai du même nom en 1927, puis rédigera en 1935 un manifeste : le « Manifeste des intellectuels français pour la défense de l'Occident et la paix en Europe », destiné à soutenir l'invasion de l'Éthiopie par l'Italie fasciste.

## Liste des signataires
Jacques Bainville, André Beaunier, Camille Bellaigue, Pierre Benoit, Louis Bertrand, Binet-Valmer, Gabriel Boissy, Paul Bourget, Charles Briand, Pierre Champion, H. Charasson, Jean des Cognets,  Maurice Denis, George Desvallières, Georges Deherme, Lucien Dubech, Charles Derennes, Fagus (Félicien Fagus), Joachim Gasquet, Georges Grappe, Henri Ghéon, Jacques des Gachons, Charles Grolleau, Daniel Halévy, Pierre Hepp, Francis Jammes, Edmond Jaloux, René Johannet, Pierre Lalo, Charles Le Goffic, Louis Le Cardonnel, Henri Longnon, René Lote, Pierre de Lescure, Charles Maurras, Camille Mauclair, Henri Massis, Eugène Marsan, Marius André, René de Marans, Charles Moulié, Xavier de Magallon, Émile Massard, Jean Nesmy, Edmond Pilon, Jean Psichari, Marcel Provence, Antoine Redier, Firmin Roz, René Salomé, Louis Sonolet, Jean-Louis Vaudoyer, Robert Vallery-Radot, Georges Valois.